# Gert Sparr
Gert Gustav Sparr, född 19 april 1943 i Malmö, är en svensk grafiker, tecknare och reklamtecknare.
Han var son till ingenjören Nils-Gustav Sparr och hans hustru Ingrid Wilhelmina och från 1966 gift Karin Ingegerd Lindén. Sparr studerade för Bengt G Pettersson i Åkarp 1959 och för Bertil Lundberg vid Grafikskolan Forum i Malmö 1965–1967 samt under studieresor till Paris och Grekland. Han medverkade i Ung konst på Galleri HS i Lund och samlingsutställningar med Skånes konstförening och Liljevalchs Stockholmssalonger. Hans konst består av grafiska blad i akvatint, etsning och torrnålsgravyr. Är representerad på ett flertal museum i Sverige. Sparr är representerad vid Moderna museet.